# Alexander Nevzorov
Alexander Glebovich Nevzorov (en ruso: Алекса́ндр Гле́бович Невзо́ров); nacido el 3 de agosto de 1958, es un periodista de televisión ruso (desde 2022, también ucraniano), director de cine y exmiembro de la Duma estatal rusa.

## Primeros años y carrera
Alexander Nevzorov nació el 3 de agosto de 1958 en Leningrado. Comenzó a trabajar para la televisión de esa ciudad en 1985.  De diciembre de 1987 a 1993, condujo el programa 600 segundos (600 секунд) en el canal de televisión de Leningrado, transmitido entonces en toda la Unión Soviética. El 12 de diciembre de 1990 fue herido de bala durante una reunión con alguien que pretendía tener documentos confidenciales que ofrecer. A fines de 1991, su programa fue sacado del aire dos veces y luego perdió popularidad gradualmente. Durante el intento de golpe de Estado de 1991, Nevzorov apoyó al Comité Estatal para el Estado de Emergencia, el órgano de los golpistas. Nevzorov formó el movimiento Nashi (que no debe confundirse con el posterior movimiento juvenil pro-Putin del mismo nombre). La transmisión finalmente se cerró a raíz de la victoria de Yeltsin en su enfrentamiento con el Soviet Supremo de Rusia (Nevzorov había apoyado al lado anti-Yeltsin).
Nevzorov trabajó como reportero en las Guerras yugoslavas y la Guerra de Transnistria en 1992-1993.

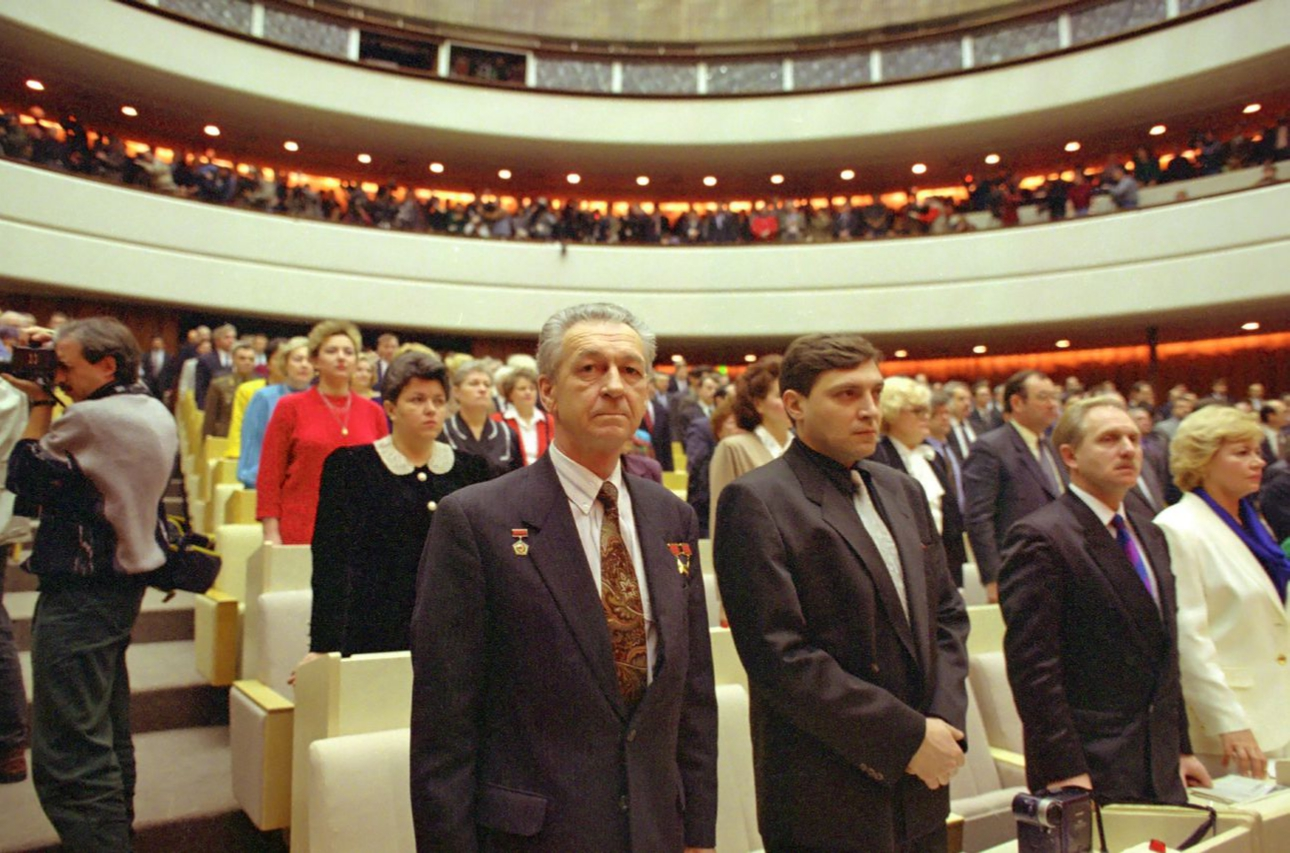
Nevzorov como diputado de la Duma Estatal en 1994

En la campaña de 1993, Nevzorov fue elegido diputado en la Duma Estatal de la Federación Rusa por primera vez, y luego fue reelegido como diputado independiente tres veces, sirviendo hasta las elecciones de 2007 cuando se abolieron los escaños de circunscripción única.
Se desempeñó como asesor en cine, televisión y radio de Vladimir Yakovlev durante el mandato de este último como gobernador (alcalde) de San Petersburgo.
En 1994, Nevzorov apoyó abiertamente el inicio de la Primera Guerra Chechena. En 1997 escribió y dirigió la película para televisión Chistilishche ("Purgatorio") sobre la guerra de Chechenia, coproducida con Boris Berezovsky y estrenada en marzo de 1998. A medida que avanzaba la guerra de Chechenia, sus puntos de vista cambiaron y se volvió escéptico del imperialismo ruso. Lamentó sus posiciones nacionalistas pasadas y dijo en 2015 sobre su participación en Nashi:

Experimenté con el fascismo ruso en laboratorio, formas blandas. No tengo que pasar toda mi vida siguiendo ideas cuyo engaño se me ha hecho evidente.

En 2003, Nevzorov colaboró con el canal de televisión ORT y apareció a menudo como comentarista político en el programa de noticias de los sábados por la noche de Sergey Dorenko.
En 2012, Nevzorov apoyó a Vladímir Putin durante su campaña presidencial y fue su representante autorizado. En 2014, sin embargo, Nevzorov se opuso a la anexión rusa de Crimea.
En 2017, Nevzorov fue reconocido como santo por la Iglesia Rusa del Monstruo de Espagueti Volador por promover el ateísmo.
En un video publicado en YouTube el 11 de abril de 2021, Nevzorov predijo que una posible invasión rusa de Ucrania terminaría en tragedia y humillación para Rusia. También predijo una feroz resistencia ucraniana.
El 22 de marzo de 2022, Nevzorov fue acusado en virtud de la ley de "información falsa" de Rusia después de que publicó información de que las fuerzas rusas habían bombardeado un hospital de maternidad en Mariupol. Según una nueva ley aprobada el 4 de marzo, podría ser condenado a hasta 15 años de prisión. Nevzorov dijo que el "régimen de Vladimir Putin no perdonará a nadie y que cualquier intento de comprender la guerra criminal [en Ucrania] terminará en prisión". La esposa de Nevzorov, Lidia, declaró en las redes sociales que su esposo estaba en Israel. 
El 22 de abril de 2022, Nevzorov fue agregado a la lista de personas que actúan como agentes extranjeros. 
En junio de 2022, Nevzorov y su esposa Lidia presentaron una solicitud de ciudadanía ucraniana al Ministerio de Relaciones Exteriores de Ucrania.  El 3 de junio, Nevzorov y el Servicio Estatal de Migración de Ucrania confirmaron que Nevzorov y su esposa habían recibido la ciudadanía ucraniana. El 6 de junio, el secretario del Consejo de Defensa y Seguridad Nacional de Ucrania, Oleksiy Danilov, declaró que Nevzorov aún no tenía la ciudadanía, pero que solo la había solicitado.